# Sudirman Cup 2013
Der Sudirman Cup 2013, die Weltmeisterschaft für gemischte Mannschaften im Badminton, fand vom 19. bis zum 26. Mai 2013 in Kuala Lumpur statt. Malaysia war erstmals Ausrichter des Cups, scheiterte als Mitfavorit jedoch schon in der Gruppenphase an Taiwan und Deutschland. Titelträger wurde zum wiederholten Male China. Es war die 13. Austragung des Sudirman Cups.

## Vergabe der Veranstaltung
Die Vergabe der Veranstaltung erfolgte am 9. Dezember 2011 in Queenstown, Neuseeland. Kuala Lumpur hatte sich als einzige Stadt um die Ausrichtung des Sudirman Cups 2013 beworben. Bei derselben Veranstaltung wurden auch die Badminton-Weltmeisterschaft 2013 (nach Guangzhou) und die Badminton-Weltmeisterschaft 2014 (nach Kopenhagen) vergeben.

## Gruppeneinteilung

### Gruppe 1
1. Volksrepublik China
2. Dänemark
3. Malaysia
4. Thailand
5. Japan
6. Südkorea
7. Indonesien
8. Deutschland
9. Chinesisch Taipeh
10. Indien
11. Singapur
12. Hongkong

### Gruppe 2
1. Russland
2. Niederlande
3. Frankreich
4. Vereinigte Staaten
5. Schweden
6. Kanada
7. Schottland
8. Österreich

### Gruppe 3
1. Ukraine
2. Schweiz
3. Vietnam
4. Neuseeland
5. Türkei
6. Australien
7. Sri Lanka
8. Litauen
9. Philippinen
10. Kasachstan

## Gruppe 1A
| Platz | Team                | Pld | W | L | MF | MA | MD  | GF | GA | GD  | PF  | PA  | PD   | Pts | Qualifikation             |  | CHN | INA | IND |
| ----- | ------------------- | --- | - | - | -- | -- | --- | -- | -- | --- | --- | --- | ---- | --- | ------------------------- |  | --- | --- | --- |
| 1     | Volksrepublik China | 2   | 2 | 0 | 10 | 0  | +10 | 20 | 3  | +17 | 472 | 322 | +150 | 2   | Advance to knockout stage |  | —   | 5–0 | 5–0 |
| 2     | Indonesien          | 2   | 1 | 1 | 4  | 6  | −2  | 10 | 12 | −2  | 359 | 395 | −36  | 1   | Advance to knockout stage |  |     | —   | 4–1 |
| 3     | Indien              | 2   | 0 | 2 | 1  | 9  | −8  | 3  | 18 | −15 | 320 | 434 | −114 | 0   |                           |  |     |     | —   |

## Gruppe 1B
| Team     | Pts | Pld | W | L | MF | MA |
| -------- | --- | --- | - | - | -- | -- |
| Südkorea | 2   | 2   | 2 | 0 | 9  | 1  |
| Thailand | 1   | 2   | 1 | 1 | 3  | 7  |
| Hongkong | 0   | 2   | 0 | 2 | 3  | 7  |

## Gruppe 1C
| Team              | Pts | Pld | W | L | MF | MA |
| ----------------- | --- | --- | - | - | -- | -- |
| Chinesisch Taipeh | 2   | 2   | 2 | 0 | 8  | 2  |
| Deutschland       | 1   | 2   | 1 | 1 | 3  | 7  |
| Malaysia          | 0   | 2   | 0 | 2 | 4  | 6  |

## Gruppe 1D
| Team     | Pts | Pld | W | L | MF | MA |
| -------- | --- | --- | - | - | -- | -- |
| Japan    | 2   | 2   | 2 | 0 | 8  | 2  |
| Dänemark | 1   | 2   | 1 | 1 | 6  | 4  |
| Singapur | 0   | 2   | 0 | 2 | 1  | 9  |

| 19. Mai 2013 |     |          |
| Dänemark     | 4–1 | Singapur |
| 20. Mai 2013 |     |          |
| Japan        | 5–0 | Singapur |
| 21. Mai 2013 |     |          |
| Dänemark     | 2–3 | Japan    |

 Dänemark 4 – 1 Singapur  
|   |    |                                               | 1. Satz | 2. Satz | 3. Satz |
| - | -- | --------------------------------------------- | ------- | ------- | ------- |
| 1 | MX | Joachim Fischer Nielsen / Christinna Pedersen | 21      | 21      |         |
| 1 | MX | Danny Bawa Chrisnanta / Vanessa Neo Yu Yan    | 11      | 17      |         |
| 2 | HE | Jan Ø. Jørgensen                              | 17      | 21      | 21      |
| 2 | HE | Derek Wong Zi Liang                           | 21      | 9       | 13      |
| 3 | HD | Carsten Mogensen / Mathias Boe                | 21      | 21      |         |
| 3 | HD | Danny Bawa Chrisnanta / Terry Yeo Zhao Jiang  | 10      | 12      |         |
| 4 | DE | Line Kjærsfeldt                               | 16      | 12      |         |
| 4 | DE | Gu Juan                                       | 21      | 21      |         |
| 5 | DD | Christinna Pedersen / Kamilla Rytter Juhl     | 21      | 21      |         |
| 5 | DD | Vanessa Neo Yu Yan / Yao Lei                  | 19      | 18      |         |

 Japan 5 – 0 Singapur  
|   |    |                                              | 1. Satz | 2. Satz | 3. Satz |
| - | -- | -------------------------------------------- | ------- | ------- | ------- |
| 1 | HD | Hiroyuki Endo / Kenichi Hayakawa             | 21      | 21      |         |
| 1 | HD | Danny Bawa Chrisnanta / Terry Yeo Zhao Jiang | 7       | 18      |         |
| 2 | DE | Minatsu Mitani                               | 21      | 21      |         |
| 2 | DE | Gu Juan                                      | 10      | 19      |         |
| 3 | HE | Takuma Ueda                                  | 21      | 13      | 21      |
| 3 | HE | Derek Wong Zi Liang                          | 18      | 21      | 15      |
| 4 | DD | Misaki Matsutomo / Ayaka Takahashi           | 21      | 21      |         |
| 4 | DD | Yao Lei / Shinta Mulia Sari                  | 9       | 15      |         |
| 5 | MX | Hirokatsu Hashimoto / Miyuki Maeda           | 16      | 21      | 21      |
| 5 | MX | Danny Bawa Chrisnanta / Vanessa Neo Yu Yan   | 21      | 12      | 19      |

 Dänemark 2 – 3 Japan  
|   |    |                                               | 1. Satz | 2. Satz | 3. Satz |
| - | -- | --------------------------------------------- | ------- | ------- | ------- |
| 1 | MX | Joachim Fischer Nielsen / Christinna Pedersen | 17      | 21      | 21      |
| 1 | MX | Hirokatsu Hashimoto / Miyuki Maeda            | 21      | 15      | 18      |
| 2 | HE | Jan Ø. Jørgensen                              | 21      | 19      | 25      |
| 2 | HE | Kenichi Tago                                  | 13      | 21      | 25      |
| 3 | HD | Carsten Mogensen / Mathias Boe                | 21      | 16      | 21      |
| 3 | HD | Hiroyuki Endo / Kenichi Hayakawa              | 12      | 21      | 16      |
| 4 | DE | Line Kjærsfeldt                               | 18      | 15      |         |
| 4 | DE | Sayaka Takahashi                              | 21      | 21      |         |
| 5 | DD | Christinna Pedersen / Kamilla Rytter Juhl     | 20      | 16      |         |
| 5 | DD | Misaki Matsutomo / Ayaka Takahashi            | 22      | 21      |         |

## Endrunde
|  | Viertelfinale       | Viertelfinale |  |  | Halbfinale          | Halbfinale |   |  | Finale | Finale |
|  |                     |               |  |  |                     |            |   |  |        |        |
|  | 23. Mai             |               |  |  |                     |            |   |  |        |        |
|  | Volksrepublik China | 3             |  |  | 25. Mai             | 25. Mai    |   |  |        |        |
|  | Indonesien          | 2             |  |  | Volksrepublik China | 3          |   |  |        |        |
|  | 23. Mai             | 23. Mai       |  |  | Dänemark            | 1          |   |  |        |        |
|  | Chinesisch Taipeh   | 0             |  |  | 26. Mai             | 26. Mai    |   |  |        |        |
|  | Dänemark            | 3             |  |  | Volksrepublik China | 3          |   |  |        |        |
|  | 23. Mai             | 23. Mai       |  |  |                     | Südkorea   | 0 |  |        |        |
|  | Südkorea            | 3             |  |  | 25. Mai             | 25. Mai    |   |  |        |        |
|  | Deutschland         | 0             |  |  | Südkorea            | 3          |   |  |        |        |
|  | 23. Mai             | 23. Mai       |  |  | Thailand            | 1          |   |  |        |        |
|  | Japan               | 1             |  |  |                     |            |   |  |        |        |
|  | Thailand            | 3             |  |  |                     |            |   |  |        |        |

### Viertelfinale
Volksrepublik China 3 – 2 Indonesien  
|   |    |                                             | 1. Satz | 2. Satz | 3. Satz |
| - | -- | ------------------------------------------- | ------- | ------- | ------- |
| 1 | MX | Xu Chen / Ma Jin                            | 18      | 21      | 16      |
| 1 | MX | Tontowi Ahmad / Liliyana Natsir             | 21      | 14      | 21      |
| 2 | HE | Chen Long                                   | 21      | 21      |         |
| 2 | HE | Tommy Sugiarto                              | 11      | 15      |         |
| 3 | HD | Cai Yun / Fu Haifeng                        | 21      | 18      | 15      |
| 3 | HD | Rian Agung Saputro / Angga Pratama          | 19      | 21      | 21      |
| 4 | DE | Li Xuerui                                   | 21      | 21      |         |
| 4 | DE | Lindaweni Fanetri                           | 16      | 13      |         |
| 5 | DD | Yu Yang / Wang Xiaoli                       | 21      | 21      |         |
| 5 | DD | Liliyana Natsir / Nitya Krishinda Maheswari | 12      | 19      |         |

 Chinesisch Taipeh 0 – 3 Dänemark  
|   |    |                                               | 1. Satz        | 2. Satz        | 3. Satz        |
| - | -- | --------------------------------------------- | -------------- | -------------- | -------------- |
| 1 | MX | Chen Hung-ling / Cheng Wen-hsing              | 13             | 16             |                |
| 1 | MX | Joachim Fischer Nielsen / Christinna Pedersen | 21             | 21             |                |
| 2 | HE | Hsueh Hsuan-yi                                | 18             | 21             | 7              |
| 2 | HE | Jan Ø. Jørgensen                              | 21             | 14             | 21             |
| 3 | HD | Lee Sheng-mu / Tsai Chia-hsin                 | 18             | 11             |                |
| 3 | HD | Carsten Mogensen / Mathias Boe                | 21             | 21             |                |
| 4 | DE | Tai Tzu-ying                                  | nicht gespielt | nicht gespielt | nicht gespielt |
| 4 | DE | Line Kjærsfeldt                               | nicht gespielt | nicht gespielt | nicht gespielt |
| 5 | DD | Cheng Wen-hsing / Hsieh Pei-chen              | nicht gespielt | nicht gespielt | nicht gespielt |
| 5 | DD | Christinna Pedersen / Kamilla Rytter Juhl     | nicht gespielt | nicht gespielt | nicht gespielt |

 Deutschland 0 – 3 Südkorea  
|   |    |                                       | 1. Satz        | 2. Satz        | 3. Satz        |
| - | -- | ------------------------------------- | -------------- | -------------- | -------------- |
| 1 | MX | Michael Fuchs / Birgit Michels        | 24             | 11             | 13             |
| 1 | MX | Ko Sung-hyun / Kim Ha-na              | 22             | 21             | 21             |
| 2 | HE | Dieter Domke                          | 19             | 22             | 19             |
| 2 | HE | Lee Dong-keun                         | 21             | 20             | 21             |
| 3 | HD | Ingo Kindervater / Johannes Schöttler | 13             | 10             |                |
| 3 | HD | Ko Sung-hyun / Lee Yong-dae           | 21             | 21             |                |
| 4 | DE | Olga Konon                            | nicht gespielt | nicht gespielt | nicht gespielt |
| 4 | DE | Sung Ji-hyun                          | nicht gespielt | nicht gespielt | nicht gespielt |
| 5 | DD | Birgit Michels / Johanna Goliszewski  | nicht gespielt | nicht gespielt | nicht gespielt |
| 5 | DD | Kim Ha-na / Jung Kyung-eun            | nicht gespielt | nicht gespielt | nicht gespielt |

 Thailand 3 – 1 Japan  
|   |    |                                                    | 1. Satz        | 2. Satz        | 3. Satz        |
| - | -- | -------------------------------------------------- | -------------- | -------------- | -------------- |
| 1 | MX | Sudket Prapakamol / Saralee Thungthongkam          | 21             | 21             |                |
| 1 | MX | Hirokatsu Hashimoto / Miyuki Maeda                 | 19             | 9              |                |
| 2 | HE | Tanongsak Saensomboonsuk                           | 20             | 18             |                |
| 2 | HE | Kenichi Tago                                       | 22             | 21             |                |
| 3 | HD | Maneepong Jongjit / Nipitphon Puangpuapech         | 27             | 21             |                |
| 3 | HD | Hiroyuki Endo / Kenichi Hayakawa                   | 25             | 16             |                |
| 4 | DE | Ratchanok Intanon                                  | 21             | 9              | 21             |
| 4 | DE | Sayaka Takahashi                                   | 19             | 21             | 19             |
| 5 | DD | Saralee Thungthongkam / Kunchala Voravichitchaikul | nicht gespielt | nicht gespielt | nicht gespielt |
| 5 | DD | Misaki Matsutomo / Ayaka Takahashi                 | nicht gespielt | nicht gespielt | nicht gespielt |

### Halbfinale
Südkorea 3 – 1 Thailand  
|   |    |                                                 | 1. Satz        | 2. Satz        | 3. Satz        |
| - | -- | ----------------------------------------------- | -------------- | -------------- | -------------- |
| 1 | MX | Ko Sung-hyun / Kim Ha-na                        | 21             | 21             |                |
| 1 | MX | Sudket Prapakamol / Saralee Thungthongkam       | 18             | 19             |                |
| 2 | HE | Lee Dong-keun                                   | 9              | 12             |                |
| 2 | HE | Boonsak Ponsana                                 | 21             | 21             |                |
| 3 | HD | Ko Sung-hyun / Lee Yong-dae                     | 21             | 21             |                |
| 3 | HD | Maneepong Jongjit / Nipitphon Puangpuapech      | 12             | 11             |                |
| 4 | DE | Sung Ji-hyun                                    | 21             | 21             |                |
| 4 | DE | Ratchanok Intanon                               | 17             | 14             |                |
| 5 | DD | Jung Kyung-eun / Kim Ha-na                      | nicht gespielt | nicht gespielt | nicht gespielt |
| 5 | DD | Saralee Thungthongkam / Sapsiree Taerattanachai | nicht gespielt | nicht gespielt | nicht gespielt |

 Volksrepublik China 3 – 1 Dänemark  
|   |    |                                               | 1. Satz        | 2. Satz        | 3. Satz        |
| - | -- | --------------------------------------------- | -------------- | -------------- | -------------- |
| 1 | MX | Zhang Nan / Zhao Yunlei                       | 21             | 21             |                |
| 1 | MX | Joachim Fischer Nielsen / Christinna Pedersen | 15             | 12             |                |
| 2 | HE | Chen Long                                     | 21             | 21             |                |
| 2 | HE | Jan Ø. Jørgensen                              | 16             | 16             |                |
| 3 | HD | Cai Yun / Fu Haifeng                          | 16             | 17             |                |
| 3 | HD | Carsten Mogensen / Mathias Boe                | 21             | 21             |                |
| 4 | DE | Li Xuerui                                     | 21             | 21             |                |
| 4 | DE | Line Kjærsfeldt                               | 13             | 9              |                |
| 5 | DD | Yu Yang / Wang Xiaoli                         | nicht gespielt | nicht gespielt | nicht gespielt |
| 5 | DD | Kamilla Rytter Juhl / Christinna Pedersen     | nicht gespielt | nicht gespielt | nicht gespielt |

### Finale
Volksrepublik China 3 – 0 Südkorea  
|   |    |                             | 1. Satz        | 2. Satz        | 3. Satz        |
| - | -- | --------------------------- | -------------- | -------------- | -------------- |
| 1 | MX | Xu Chen / Ma Jin            | 21             | 21             |                |
| 1 | MX | Ko Sung-hyun / Kim Ha-na    | 13             | 15             |                |
| 2 | HE | Chen Long                   | 21             | 21             |                |
| 2 | HE | Lee Dong-keun               | 15             | 10             |                |
| 3 | HD | Liu Xiaolong / Qiu Zihan    | 21             | 21             |                |
| 3 | HD | Ko Sung-hyun / Lee Yong-dae | 19             | 17             |                |
| 4 | DE | Li Xuerui                   | nicht gespielt | nicht gespielt | nicht gespielt |
| 4 | DE | Sung Ji-hyun                | nicht gespielt | nicht gespielt | nicht gespielt |
| 5 | DD | Yu Yang / Wang Xiaoli       | nicht gespielt | nicht gespielt | nicht gespielt |
| 5 | DD | Jung Kyung-eun / Kim Ha-na  | nicht gespielt | nicht gespielt | nicht gespielt |

### Gruppe 2

#### Gruppe 2A
| Team               | Pts | G | W | L | Matches + | Matches - |
| ------------------ | --- | - | - | - | --------- | --------- |
| Schottland         | 3   | 3 | 3 | 0 | 11        | 4         |
| Russland           | 2   | 3 | 2 | 1 | 8         | 7         |
| Schweden           | 1   | 3 | 1 | 2 | 7         | 8         |
| Vereinigte Staaten | 0   | 3 | 0 | 3 | 4         | 11        |

 Russland 1 – 4 Schottland  
|   |    |                                       | 1. Satz | 2. Satz | 3. Satz |
| - | -- | ------------------------------------- | ------- | ------- | ------- |
| 1 | MX | Vladimir Ivanov / Nina Vislova        | 15      | 21      | 22      |
| 1 | MX | Robert Blair / Imogen Bankier         | 21      | 12      | 24      |
| 2 | HE | Vladimir Malkov                       | 19      | 10      |         |
| 2 | HE | Kieran Merrilees                      | 21      | 21      |         |
| 3 | DE | Natalia Perminova                     | 18      | 18      |         |
| 3 | DE | Kirsty Gilmour                        | 21      | 21      |         |
| 4 | HD | Vladimir Ivanov / Ivan Sozonov        | 21      | 22      |         |
| 4 | HD | Robert Blair / Paul van Rietvelde     | 19      | 20      |         |
| 5 | DD | Tatjana Bibik / Anastasia Chervyakova | 15      | 17      |         |
| 5 | DD | Kirsty Gilmour / Imogen Bankier       | 21      | 21      |         |

 Vereinigte Staaten 2 – 3 Schweden  
|   |    |                                      | 1. Satz | 2. Satz | 3. Satz |
| - | -- | ------------------------------------ | ------- | ------- | ------- |
| 1 | MX | Phillip Chew / Jamie Subandhi        | 17      | 17      |         |
| 1 | MX | Amanda Högström / Nico Ruponen       | 21      | 21      |         |
| 2 | HE | Sattawat Pongnairat                  | 16      | 22      | 18      |
| 2 | HE | Gabriel Ulldahl                      | 21      | 20      | 21      |
| 3 | HD | Halim Haryanto / Phillip Chew        | 22      | 21      | 14      |
| 3 | HD | Patrik Lundqvist / Jonathan Nordh    | 24      | 14      | 21      |
| 4 | DE | Iris Wang                            | 21      | 21      |         |
| 4 | DE | Ellinor Widh                         | 16      | 12      |         |
| 5 | DD | Eva Lee / Paula Obanana              | 20      | 21      | 21      |
| 5 | DD | Amanda Högström / Emelie Lennartsson | 22      | 15      | 6       |

 Russland 3 – 2 Schweden  
|   |    |                                       | 1. Satz | 2. Satz | 3. Satz |
| - | -- | ------------------------------------- | ------- | ------- | ------- |
| 1 | MX | Andrej Ashmarin / Ksenia Polikarpova  | 19      | 18      |         |
| 1 | MX | Amanda Högström / Nico Ruponen        | 21      | 21      |         |
| 2 | HE | Anatoliy Yartsev                      | 20      | 15      |         |
| 2 | HE | Gabriel Ulldahl                       | 21      | 21      |         |
| 3 | HD | Vladimir Ivanov / Ivan Sozonov        | 21      | 21      |         |
| 3 | HD | Patrik Lundqvist / Jonathan Nordh     | 14      | 17      |         |
| 4 | DE | Natalia Perminova                     | 21      | 21      |         |
| 4 | DE | Ellinor Widh                          | 18      | 16      |         |
| 5 | DD | Tatjana Bibik / Anastasia Chervyakova | 21      | 21      |         |
| 5 | DD | Amanda Högström / Emelie Lennartsson  | 19      | 19      |         |

 Vereinigte Staaten 1 – 4 Schottland  
|   |    |                                   | 1. Satz | 2. Satz | 3. Satz |
| - | -- | --------------------------------- | ------- | ------- | ------- |
| 1 | MX | Halim Haryanto / Jamie Subandhi   | 13      | 6       |         |
| 1 | MX | Robert Blair / Imogen Bankier     | 21      | 21      |         |
| 2 | HE | Howard Shu                        | 16      | 11      |         |
| 2 | HE | Kieran Merrilees                  | 21      | 21      |         |
| 3 | DE | Iris Wang                         | 9       | 15      |         |
| 3 | DE | Kirsty Gilmour                    | 21      | 21      |         |
| 4 | HD | Halim Haryanto / Jimmy Pohan      | 18      | 18      |         |
| 4 | HD | Robert Blair / Paul van Rietvelde | 21      | 21      |         |
| 5 | DD | Eva Lee / Paula Obanana           | 21      | 21      |         |
| 5 | DD | Kirsty Gilmour / Caitlin Pringle  | 11      | 11      |         |

 Russland 4 – 1 USA  
|   |    |                                       | 1. Satz | 2. Satz | 3. Satz |
| - | -- | ------------------------------------- | ------- | ------- | ------- |
| 1 | MX | Andrej Ashmarin / Nina Vislova        | 21      | 21      |         |
| 1 | MX | Phillip Chew / Eva Lee                | 16      | 15      |         |
| 2 | HE | Anatoliy Yartsev                      | 21      | 21      |         |
| 2 | HE | Howard Shu                            | 18      | 10      |         |
| 3 | HD | Vladimir Ivanov / Ivan Sozonov        | 21      | 21      |         |
| 3 | HD | Phillip Chew / Sattawat Pongnairat    | 8       | 12      |         |
| 4 | DE | Ksenia Polikarpova                    | 21      | 19      | 21      |
| 4 | DE | Jamie Subandhi                        | 13      | 21      | 13      |
| 5 | DD | Tatjana Bibik / Anastasia Chervyakova | 12      | 16      |         |
| 5 | DD | Eva Lee / Paula Obanana               | 21      | 21      |         |

 Schweden 2 – 3 Schottland  
|   |    |                                      | 1. Satz | 2. Satz | 3. Satz |
| - | -- | ------------------------------------ | ------- | ------- | ------- |
| 1 | MX | Nico Ruponen / Amanda Högström       | 16      | 16      |         |
| 1 | MX | Robert Blair / Imogen Bankier        | 21      | 21      |         |
| 2 | HE | Gabriel Ulldahl                      | 21      | 21      |         |
| 2 | HE | Kieran Merrilees                     | 10      | 16      |         |
| 3 | DE | Ellinor Widh                         | 16      | 9       |         |
| 3 | DE | Kirsty Gilmour                       | 21      | 21      |         |
| 4 | HD | Patrik Lundqvist / Jonathan Nordh    | 19      | 16      |         |
| 4 | HD | Robert Blair / Paul van Rietvelde    | 21      | 21      |         |
| 5 | DD | Emelie Lennartsson / Amanda Högström | 21      | 21      |         |
| 5 | DD | Kirsty Gilmour / Jillie Cooper       | 14      | 16      |         |

#### Gruppe 2B
| Team        | Pts | G | W | L | Matches + | Matches - |
| ----------- | --- | - | - | - | --------- | --------- |
| Niederlande | 3   | 3 | 3 | 0 | 13        | 2         |
| Frankreich  | 2   | 3 | 2 | 1 | 9         | 6         |
| Kanada      | 0   | 3 | 1 | 2 | 7         | 8         |
| Österreich  | 0   | 3 | 0 | 3 | 1         | 14        |

 Niederlande 5 – 0  Österreich 
|   |    |                                      | 1. Satz | 2. Satz | 3. Satz |
| - | -- | ------------------------------------ | ------- | ------- | ------- |
| 1 | MX | Selena Piek / Ruud Bosch             | 21      | 21      |         |
| 1 | MX | Roman Zirnwald / Elisabeth Baldauf   | 12      | 13      |         |
| 2 | HE | Eric Pang                            | 21      | 21      |         |
| 2 | HE | David Obernosterer                   | 11      | 7       |         |
| 3 | HD | Koen Ridder / Ruud Bosch             | 21      | 21      |         |
| 3 | HD | Roman Zirnwald / Michael Lahnsteiner | 16      | 7       |         |
| 4 | DE | Patty Stolzenbach                    | 21      | 21      |         |
| 4 | DE | Nathalie Ziesig                      | 10      | 12      |         |
| 5 | DD | Selena Piek / Eefje Muskens          | 21      | 21      |         |
| 5 | DD | Alexandra Mathis / Elisabeth Baldauf | 10      | 15      |         |

 Frankreich 3 – 2 Kanada  
|   |    |                                        | 1. Satz | 2. Satz | 3. Satz |
| - | -- | -------------------------------------- | ------- | ------- | ------- |
| 1 | MX | Audrey Mittelheisser / Baptiste Carême | 21      | 21      |         |
| 1 | MX | Toby Ng / Grace Gao                    | 16      | 19      |         |
| 2 | HE | Brice Leverdez                         | 21      | 22      |         |
| 2 | HE | Martin Giuffre                         | 10      | 20      |         |
| 3 | HD | Baptiste Carême / Gaëtan Mittelheisser | 21      | 21      |         |
| 3 | HD | Adrian Liu / Derrick Ng                | 9       | 18      |         |
| 4 | DE | Perrine Lebuhanic                      | 20      | 14      |         |
| 4 | DE | Michelle Li                            | 22      | 21      |         |
| 5 | DD | Audrey Mittelheisser / Émilie Lefel    | 23      | 22      | 15      |
| 5 | DD | Alexandra Bruce / Phyllis Chan         | 21      | 24      | 21      |

 Niederlande 4 – 1 Kanada  
|   |    |                                | 1. Satz | 2. Satz | 3. Satz |
| - | -- | ------------------------------ | ------- | ------- | ------- |
| 1 | MX | Selena Piek / Ruud Bosch       | 21      | 21      |         |
| 1 | MX | Toby Ng / Grace Gao            | 16      | 18      |         |
| 2 | HE | Eric Pang                      | 21      | 21      |         |
| 2 | HE | Martin Giuffre                 | 17      | 14      |         |
| 3 | HD | Koen Ridder / Ruud Bosch       | 21      | 21      |         |
| 3 | HD | Adrian Liu / Derrick Ng        | 12      | 16      |         |
| 4 | DE | Patty Stolzenbach              | 14      | 13      |         |
| 4 | DE | Michelle Li                    | 21      | 21      |         |
| 5 | DD | Selena Piek / Eefje Muskens    | 21      | 21      |         |
| 5 | DD | Alexandra Bruce / Phyllis Chan | 12      | 19      |         |

 Frankreich 5 – 0 Österreich  
|   |    |                                        | 1. Satz | 2. Satz | 3. Satz |
| - | -- | -------------------------------------- | ------- | ------- | ------- |
| 1 | MX | Émilie Lefel / Baptiste Carême         | 18      | 21      | 21      |
| 1 | MX | Roman Zirnwald / Elisabeth Baldauf     | 21      | 10      | 17      |
| 2 | HE | Thomas Rouxel                          | 21      | 21      |         |
| 2 | HE | Luka Wraber                            | 16      | 13      |         |
| 3 | HD | Baptiste Carême / Gaëtan Mittelheisser | 18      | 21      | 23      |
| 3 | HD | Roman Zirnwald / David Obernosterer    | 21      | 16      | 21      |
| 4 | DE | Perrine Lebuhanic                      | 21      | 21      |         |
| 4 | DE | Alexandra Mathis                       | 14      | 16      |         |
| 5 | DD | Émilie Lefel / Audrey Mittelheisser    | 21      | 21      |         |
| 5 | DD | Elisabeth Baldauf / Nathalie Ziesig    | 10      | 11      |         |

 Niederlande 4 – 1 Frankreich  
|   |    |                                        | 1. Satz | 2. Satz | 3. Satz |
| - | -- | -------------------------------------- | ------- | ------- | ------- |
| 1 | MX | Selena Piek / Ruud Bosch               | 21      | 21      |         |
| 1 | MX | Audrey Mittelheisser / Baptiste Carême | 18      | 16      |         |
| 2 | HE | Eric Pang                              | 15      | 21      | 13      |
| 2 | HE | Brice Leverdez                         | 21      | 19      | 21      |
| 3 | HD | Koen Ridder / Ruud Bosch               | 21      | 15      | 21      |
| 3 | HD | Baptiste Carême / Gaëtan Mittelheisser | 19      | 21      | 13      |
| 4 | DE | Patty Stolzenbach                      | 21      | 11      | 21      |
| 4 | DE | Perrine Lebuhanic                      | 18      | 21      | 12      |
| 5 | DD | Selena Piek / Eefje Muskens            | 21      | 21      |         |
| 5 | DD | Audrey Mittelheisser / Émilie Lefel    | 19      | 8       |         |

 Kanada 4 – 1 Österreich  
|   |    |                                     | 1. Satz | 2. Satz | 3. Satz |
| - | -- | ----------------------------------- | ------- | ------- | ------- |
| 1 | MX | Philippe Charron / Phyllis Chan     | 21      | 21      |         |
| 1 | MX | Elisabeth Baldauf / Roman Zirnwald  | 9       | 14      |         |
| 2 | HE | Martin Giuffre                      | 12      | 21      | 18      |
| 2 | HE | Michael Lahnsteiner                 | 21      | 19      | 21      |
| 3 | DE | Kristen Tsai                        | 21      | 21      |         |
| 3 | DE | Alexandra Mathis                    | 9       | 5       |         |
| 4 | HD | Adrian Liu / Derrick Ng             | 21      | 21      |         |
| 4 | HD | Roman Zirnwald / David Obernosterer | 12      | 18      |         |
| 5 | DD | Kristen Tsai / Joycelyn Ko          | 21      | 18      | 21      |
| 5 | DD | Elisabeth Baldauf / Nathalie Ziesig | 10      | 21      | 15      |

#### Platzierungsspiele
Datum: 24. Mai 2013
 Schottland 3 – 1 Niederlande  
|   |    |                                   | 1. Satz        | 2. Satz        | 3. Satz        |
| - | -- | --------------------------------- | -------------- | -------------- | -------------- |
| 1 | MX | Robert Blair / Imogen Bankier     | 21             | 21             |                |
| 1 | MX | Selena Piek / Ruud Bosch          | 5              | 16             |                |
| 2 | HE | Kieran Merrilees                  | 13             | 16             |                |
| 2 | HE | Eric Pang                         | 21             | 21             |                |
| 3 | DE | Kirsty Gilmour                    | 21             | 14             | 24             |
| 3 | DE | Patty Stolzenbach                 | 16             | 21             | 22             |
| 4 | HD | Robert Blair / Paul van Rietvelde | 17             | 22             | 30             |
| 4 | HD | Koen Ridder / Ruud Bosch          | 21             | 20             | 28             |
| 5 | DD | Kirsty Gilmour / Imogen Bankier   | nicht gespielt | nicht gespielt | nicht gespielt |
| 5 | DD | Eefje Muskens / Selena Piek       | nicht gespielt | nicht gespielt | nicht gespielt |

 Russland 3 – 0 Frankreich  
|   |    |                                        | 1. Satz        | 2. Satz        | 3. Satz        |
| - | -- | -------------------------------------- | -------------- | -------------- | -------------- |
| 1 | MX | Vladimir Ivanov / Nina Vislova         | 21             | 21             |                |
| 1 | MX | Audrey Mittelheisser / Baptiste Carême | 11             | 8              |                |
| 2 | HE | Vladimir Malkov                        | 21             | 15             | 21             |
| 2 | HE | Thomas Rouxel                          | 10             | 21             | 13             |
| 3 | HD | Vladimir Ivanov / Ivan Sozonov         | 21             | 21             |                |
| 3 | HD | Baptiste Carême / Gaëtan Mittelheisser | 14             | 14             |                |
| 4 | DE | Natalia Perminova                      | nicht gespielt | nicht gespielt | nicht gespielt |
| 4 | DE | Perrine Lebuhanic                      | nicht gespielt | nicht gespielt | nicht gespielt |
| 5 | DD | Anastasia Chervyakova / Nina Vislova   | nicht gespielt | nicht gespielt | nicht gespielt |
| 5 | DD | Émilie Lefel / Audrey Mittelheisser    | nicht gespielt | nicht gespielt | nicht gespielt |

 Schweden 3 – 2 Kanada  
|   |    |                                    | 1. Satz | 2. Satz | 3. Satz |
| - | -- | ---------------------------------- | ------- | ------- | ------- |
| 1 | HD | Jonathan Nordh / Patrik Lundqvist  | 25      | 21      | 12      |
| 1 | HD | Adrian Liu / Derrick Ng            | 27      | 16      | 21      |
| 2 | DE | Ellinor Widh                       | 11      | 14      |         |
| 2 | DE | Michelle Li                        | 21      | 21      |         |
| 3 | HE | Gabriel Ulldahl                    | 21      | 21      |         |
| 3 | HE | Martin Giuffre                     | 8       | 9       |         |
| 4 | DD | Emma Wengberg / Emelie Lennartsson | 21      | 21      |         |
| 4 | DD | Alexandra Bruce / Phyllis Chan     | 13      | 18      |         |
| 5 | MX | Nico Ruponen / Amanda Högström     | 21      | 21      |         |
| 5 | MX | Toby Ng / Joycelyn Ko              | 12      | 9       |         |

 Vereinigte Staaten 3 – 0 Österreich  
|   |    |                                     | 1. Satz        | 2. Satz        | 3. Satz        |
| - | -- | ----------------------------------- | -------------- | -------------- | -------------- |
| 1 | MX | Phillip Chew / Jamie Subandhi       | 21             | 21             |                |
| 1 | MX | Roman Zirnwald / Elisabeth Baldauf  | 11             | 11             |                |
| 2 | HE | Sattawat Pongnairat                 | 21             | 21             |                |
| 2 | HE | Michael Lahnsteiner                 | 12             | 9              |                |
| 3 | DE | Iris Wang                           | 21             | 21             |                |
| 3 | DE | Alexandra Mathis                    | 15             | 9              |                |
| 4 | HD | Phillip Chew / Sattawat Pongnairat  | nicht gespielt | nicht gespielt | nicht gespielt |
| 4 | HD | David Obernosterer / Roman Zirnwald | nicht gespielt | nicht gespielt | nicht gespielt |
| 5 | DD | Paula Obanana / Jamie Subandhi      | nicht gespielt | nicht gespielt | nicht gespielt |
| 5 | DD | Elisabeth Baldauf / Nathalie Ziesig | nicht gespielt | nicht gespielt | nicht gespielt |

### Gruppe 3

#### Gruppe 3A
| Team        | Pts | G | W | L | Matches + | Matches - |
| ----------- | --- | - | - | - | --------- | --------- |
| Ukraine     | 4   | 4 | 4 | 0 | 18        | 2         |
| Philippinen | 3   | 4 | 3 | 1 | 9         | 11        |
| Neuseeland  | 2   | 4 | 2 | 2 | 8         | 12        |
| Sri Lanka   | 1   | 4 | 1 | 3 | 8         | 12        |
| Türkei      | 0   | 4 | 0 | 4 | 7         | 13        |

 Neuseeland 2 – 3 Philippinen  
|   |    |                                              | 1. Satz | 2. Satz | 3. Satz |
| - | -- | -------------------------------------------- | ------- | ------- | ------- |
| 1 | MX | Oliver Leydon-Davis / Susannah Leydon-Davis  | 21      | 21      |         |
| 1 | MX | Mark Shelley Alcala / Gelita Castilo         | 18      | 17      |         |
| 2 | HE | Joe Wu                                       | 9       | 10      |         |
| 2 | HE | Antonino Benjamin Gadi                       | 21      | 21      |         |
| 3 | DE | Anna Rankin                                  | 14      | 13      |         |
| 3 | DE | Malvinne Ann Venice Alcala                   | 21      | 21      |         |
| 4 | HD | Kevin Dennerly-Minturn / Oliver Leydon-Davis | 21      | 16      | 21      |
| 4 | HD | Antonino Benjamin Gadi / Mark Shelley Alcala | 17      | 21      | 15      |
| 5 | DD | Amanda Brown / Kritteka Gregory              | 21      | 17      | 15      |
| 5 | DD | Gelita Castilo / Dia Nicole Magno            |         |         |         |

 Türkei 2 – 3 Sri Lanka  
|   |    |                                                    | 1. Satz | 2. Satz | 3. Satz |
| - | -- | -------------------------------------------------- | ------- | ------- | ------- |
| 1 | MX | Ramazan Öztürk / Neslihan Yiğit                    | 14      | 15      |         |
| 1 | MX | Niluka Karunaratne / Kavindi Ishandika Sirimannage | 21      | 21      |         |
| 2 | HE | Murat Sen                                          | 7       | 14      |         |
| 2 | HE | Dinuka Karunaratne                                 | 21      | 21      |         |
| 3 | DE | Özge Bayrak                                        | 21      | 21      |         |
| 3 | DE | Lekha Shehani                                      | 10      | 18      |         |
| 4 | HD | Emre Lale / Murat Sen                              | 10      | 15      |         |
| 4 | HD | Niluka Karunaratne / Dinuka Karunaratne            | 21      | 21      |         |
| 5 | DD | Özge Bayrak / Neslihan Yiğit                       | 15      | 17      |         |
| 5 | DD | Kavindi Ishandika Sirimannage / Oshadi Kuruppu     | 21      | 21      |         |

 Ukraine 5 – 0 Philippinen  
|   |    |                                             | 1. Satz | 2. Satz | 3. Satz |
| - | -- | ------------------------------------------- | ------- | ------- | ------- |
| 1 | MX | Valeriy Atrashchenkov / Anna Kobceva        | 22      | 21      |         |
| 1 | MX | Antonino Benjamin Gadi / Joela Geva De Vera | 20      | 13      |         |
| 2 | HE | Dmytro Zavadsky                             | 21      | 21      |         |
| 2 | HE | Mark Shelley Alcala                         | 11      | 11      |         |
| 3 | DE | Mariya Ulitina                              | 21      | 21      |         |
| 3 | DE | Malvinne Ann Venice Alcala                  | 17      | 11      |         |
| 4 | HD | Vitaliy Konov / Dmytro Zavadsky             | 21      | 20      | 21      |
| 4 | HD | Kennevic Asuncion / Antonino Benjamin Gadi  | 19      | 22      | 15      |
| 5 | DD | Mariya Diptan / Anna Kobceva                | 18      | 21      | 21      |
| 5 | DD | Gelita Castilo / Dia Nicole Magno           | 21      | 16      | 15      |

 Neuseeland 3 – 2 Sri Lanka  
|   |    |                                                    | 1. Satz | 2. Satz | 3. Satz |
| - | -- | -------------------------------------------------- | ------- | ------- | ------- |
| 1 | MX | Oliver Leydon-Davis / Susannah Leydon-Davis        | 14      | 22      | 21      |
| 1 | MX | Niluka Karunaratne / Kavindi Ishandika Sirimannage | 21      | 20      | 14      |
| 2 | DE | Anna Rankin                                        | 9       | 21      | 9       |
| 2 | DE | Lekha Shehani                                      | 21      | 17      | 21      |
| 3 | HE | Joe Wu                                             | 7       | 11      |         |
| 3 | HE | Niluka Karunaratne                                 | 21      | 21      |         |
| 4 | DD | Amanda Brown / Kritteka Gregory                    | 21      | 21      |         |
| 4 | DD | Kavindi Ishandika Sirimannage / Oshadi Kuruppu     | 19      | 17      |         |
| 5 | HD | Kevin Dennerly-Minturn / Oliver Leydon-Davis       | 21      | 21      |         |
| 5 | HD | Dinuka Karunaratne / Diluka Karunaratne            | 12      | 12      |         |

 Ukraine 4 – 1 Sri Lanka  
|   |    |                                                    | 1. Satz | 2. Satz | 3. Satz |
| - | -- | -------------------------------------------------- | ------- | ------- | ------- |
| 1 | MX | Valeriy Atrashchenkov / Anna Kobceva               | 16      | 21      | 21      |
| 1 | MX | Dinuka Karunaratne / Kavindi Ishandika Sirimannage | 21      | 17      | 12      |
| 2 | HE | Dmytro Zavadsky                                    | 13      | 11      |         |
| 2 | HE | Niluka Karunaratne                                 | 21      | 21      |         |
| 3 | DE | Mariya Ulitina                                     | 21      | 21      |         |
| 3 | DE | Lekha Shehani                                      | 5       | 9       |         |
| 4 | HD | Vitaliy Konov / Dmytro Zavadsky                    | 21      | 21      |         |
| 4 | HD | Niluka Karunaratne / Dinuka Karunaratne            | 16      | 13      |         |
| 5 | DD | Mariya Diptan / Anna Kobceva                       | 21      | 21      |         |
| 5 | DD | Kavindi Ishandika Sirimannage / Chandrika de Silva | 17      | 13      |         |

 Neuseeland 3 – 2 Türkei  
|   |                            |                                              | 1. Satz | 2. Satz | 3. Satz |
| - | -------------------------- | -------------------------------------------- | ------- | ------- | ------- |
| 1 |                            | Oliver Leydon-Davis / Kevin Dennerly-Minturn | 21      | 21      |         |
| 1 | Ramazan Öztürk / Emre Lale | 17                                           | 10      |         |         |
| 2 | DE                         | Anna Rankin                                  | 5       | 6       |         |
| 2 | DE                         | Özge Bayrak                                  | 21      | 21      |         |
| 3 | HE                         | Joe Wu                                       | 21      | 18      | 24      |
| 3 | HE                         | Ramazan Öztürk                               | 16      | 21      | 22      |
| 4 | DD                         | Amanda Brown / Kritteka Gregory              | 10      | 12      |         |
| 4 | DD                         | Özge Bayrak / Neslihan Yiğit                 | 21      | 21      |         |
| 5 | MX                         | Oliver Leydon-Davis / Susannah Leydon-Davis  | 22      | 21      |         |
| 5 | MX                         | Murat Sen / Ebru Yazgan                      | 20      | 11      |         |

 Ukraine 4 – 1 Türkei  
|   |    |                                      | 1. Satz | 2. Satz | 3. Satz |
| - | -- | ------------------------------------ | ------- | ------- | ------- |
| 1 | HE | Valeriy Atrashchenkov                | 21      | 21      |         |
| 1 | HE | Ramazan Öztürk                       | 18      | 16      |         |
| 2 | DE | Mariya Ulitina                       | 21      | 21      |         |
| 2 | DE | Özge Bayrak                          | 18      | 15      |         |
| 3 | HD | Vitaliy Konov / Dmytro Zavadsky      | 21      | 21      |         |
| 3 | HD | Ramazan Öztürk / Emre Lale           | 11      | 8       |         |
| 4 | DD | Mariya Diptan / Natalya Voytsekh     | 19      | 21      | 18      |
| 4 | DD | Özge Bayrak / Neslihan Yiğit         | 21      | 18      | 21      |
| 5 | MX | Valeriy Atrashchenkov / Anna Kobceva | 21      | 21      |         |
| 5 | MX | Murat Sen / Ebru Yazgan              | 8       | 4       |         |

 Sri Lanka 2 – 3 Philippinen  
|   |    |                                                    | 1. Satz | 2. Satz | 3. Satz |
| - | -- | -------------------------------------------------- | ------- | ------- | ------- |
| 1 | MX | Dinuka Karunaratne / Kavindi Ishandika Sirimannage | 16      | 21      | 19      |
| 1 | MX | Kennevic Asuncion / Gelita Castilo                 | 21      | 17      | 21      |
| 2 | HE | Niluka Karunaratne                                 | 21      | 21      |         |
| 2 | HE | Antonino Benjamin Gadi                             | 19      | 7       |         |
| 3 | DE | Lekha Shehani                                      | 16      | 15      |         |
| 3 | DE | Bianca Carlos                                      | 21      | 21      |         |
| 4 | HD | Niluka Karunaratne / Dinuka Karunaratne            | 21      | 21      |         |
| 4 | HD | Antonino Benjamin Gadi / Kennevic Asuncion         | 14      | 16      |         |
| 5 | DD | Kavindi Ishandika Sirimannage / Oshadi Kuruppu     | 13      | 10      |         |
| 5 | DD | Malvinne Ann Venice Alcala / Gelita Castilo        | 21      | 21      |         |

 Türkei 2 – 3 Philippinen  
|   |                                            |                                    | 1. Satz | 2. Satz | 3. Satz |
| - | ------------------------------------------ | ---------------------------------- | ------- | ------- | ------- |
| 1 | MX                                         | Murat Sen / Ebru Yazgan            | 9       | 7       |         |
| 1 | MX                                         | Kennevic Asuncion / Gelita Castilo | 21      | 21      |         |
| 2 | HE                                         | Emre Lale                          | 16      | 21      | 19      |
| 2 | HE                                         | Mark Shelly Alcala                 | 21      | 17      | 21      |
| 3 | DE                                         | Özge Bayrak                        | 21      | 21      |         |
| 3 | DE                                         | Malvinne Ann Venice Alcala         | 16      | 11      |         |
| 4 |                                            | Emre Lale / Ramazan Öztürk         | 13      | 20      |         |
| 4 | Kennevic Asuncion / Antonino Benjamin Gadi | 21                                 | 22      |         |         |
| 5 | DD                                         | Özge Bayrak / Neslihan Yiğit       | 22      | 21      | 22      |
| 5 | DD                                         | Gelita Castilo / Dia Nicole Magno  | 24      | 13      | 20      |

 Ukraine 5 – 0 Neuseeland  
|   |    |                                              | 1. Satz | 2. Satz | 3. Satz |
| - | -- | -------------------------------------------- | ------- | ------- | ------- |
| 1 | HE | Dmytro Zavadsky                              | 11      | 21      | 21      |
| 1 | HE | Joe Wu                                       | 21      | 14      | 17      |
| 2 | DE | Mariya Diptan                                | 22      | 21      | 21      |
| 2 | DE | Anna Rankin                                  | 24      | 13      | 10      |
| 3 | HD | Vitaliy Konov / Dmytro Zavadsky              | 21      | 22      |         |
| 3 | HD | Oliver Leydon-Davis / Kevin Dennerly-Minturn | 18      | 20      |         |
| 4 | DD | Mariya Diptan / Natalya Voytsekh             | 21      | 21      |         |
| 4 | DD | Amanda Brown / Kritteka Gregory              | 16      | 11      |         |
| 5 | MX | Valeriy Atrashchenkov / Anna Kobceva         | 21      | 13      | 21      |
| 5 | MX | Oliver Leydon-Davis / Susannah Leydon-Davis  | 13      | 21      | 11      |

#### Gruppe 3B
| Team       | Pts | G | W | L | Matches + | Matches - |
| ---------- | --- | - | - | - | --------- | --------- |
| Vietnam    | 4   | 4 | 4 | 0 | 17        | 3         |
| Australien | 3   | 4 | 3 | 1 | 13        | 7         |
| Schweiz    | 2   | 4 | 2 | 2 | 14        | 6         |
| Litauen    | 1   | 4 | 1 | 3 | 5         | 15        |
| Kasachstan | 0   | 4 | 0 | 4 | 1         | 19        |

 Vietnam 5 – 0 Kasachstan  
|   |    |                                       | 1. Satz | 2. Satz | 3. Satz |
| - | -- | ------------------------------------- | ------- | ------- | ------- |
| 1 | MX | Dương Bảo Đức / Nguyễn Thị Sen        | 21      | 21      |         |
| 1 | MX | Khaitmurat Kulmatov / Karina Suleyeva | 8       | 12      |         |
| 2 | HE | Phạm Cao Cường                        | 21      | 21      |         |
| 2 | HE | Artur Niyazov                         | 16      | 13      |         |
| 3 | DE | Nguyễn Thùy Linh                      | 21      | 21      |         |
| 3 | DE | Elizaveta Yakovleva                   | 16      | 18      |         |
| 4 | HD | Nguyễn Hoàng Nam / Nguyễn Tiến Minh   | 21      | 21      |         |
| 4 | HD | Khaitmurat Kulmatov / Artur Niyazov   | 13      | 14      |         |
| 5 | DD | Vũ Thị Trang / Nguyễn Thị Sen         | 21      | 21      |         |
| 5 | DD | Karina Suleyeva / Elizaveta Yakovleva | 14      | 9       |         |

 Australien 4 – 1 Litauen  
|   |    |                                          | 1. Satz | 2. Satz | 3. Satz |
| - | -- | ---------------------------------------- | ------- | ------- | ------- |
| 1 | MX | Renuga Veeran / Ross Smith               | 21      | 21      |         |
| 1 | MX | Edgaras Slušnys / Gerda Voitechovskaja   | 11      | 9       |         |
| 2 | HE | Ashwant Gobinathan                       | 25      | 20      | 22      |
| 2 | HE | Povilas Bartušis                         | 23      | 22      | 20      |
| 3 | DE | Verdet Kessler                           | 28      | 17      | 19      |
| 3 | DE | Akvilė Stapušaitytė                      | 26      | 21      | 21      |
| 4 | HD | Raymond Tam / Glenn Warfe                | 21      | 23      |         |
| 4 | HD | Alan Plavin / Povilas Bartušis           | 18      | 21      |         |
| 5 | DD | Gronya Somerville / Renuga Veeran        | 21      | 21      |         |
| 5 | DD | Vytautė Fomkinaitė / Akvilė Stapušaitytė | 7       | 10      |         |

 Schweiz 5 – 0 Kasachstan  
|   |    |                                       | 1. Satz | 2. Satz | 3. Satz |
| - | -- | ------------------------------------- | ------- | ------- | ------- |
| 1 | MX | Tiffany Zaugg / Thomas Heiniger       | 21      | 21      |         |
| 1 | MX | Khaitmurat Kulmatov / Karina Suleyeva | 9       | 9       |         |
| 2 | DE | Ayla Huser                            | 21      | 21      |         |
| 2 | DE | Elizaveta Yakovleva                   | 12      | 12      |         |
| 3 | HE | Lukas Nussbaumer                      | 23      | 18      | 21      |
| 3 | HE | Artur Niyazov                         | 21      | 21      | 15      |
| 4 | DD | Tiffany Zaugg / Sabrina Jaquet        | 21      | 21      |         |
| 4 | DD | Elizaveta Yakovleva / Karina Suleyeva | 14      | 13      |         |
| 5 | HD | Thomas Heiniger / Anthony Dumartheray | 21      | 21      |         |
| 5 | HD | Artur Niyazov / Khaitmurat Kulmatov   | 12      | 17      |         |

 Vietnam 5 – 0 Litauen  
|   |    |                                           | 1. Satz | 2. Satz | 3. Satz |
| - | -- | ----------------------------------------- | ------- | ------- | ------- |
| 1 | MX | Dương Bảo Đức / Nguyễn Thị Sen            | 21      | 21      |         |
| 1 | MX | Povilas Bartušis / Vytautė Fomkinaitė     | 9       | 2       |         |
| 2 | HE | Nguyễn Tiến Minh                          | 21      | 21      |         |
| 2 | HE | Alan Plavin                               | 7       | 7       |         |
| 3 | DE | Vũ Thị Trang                              | 21      | 21      |         |
| 3 | DE | Akvilė Stapušaitytė                       | 18      | 11      |         |
| 4 | HD | Nguyễn Hoàng Nam / Dương Bảo Đức          | 21      | 21      |         |
| 4 | HD | Povilas Bartušis / Alan Plavin            | 18      | 9       |         |
| 5 | DD | Vũ Thị Trang / Nguyễn Thị Sen             | 21      | 21      |         |
| 5 | DD | Gerda Voitechovskaja / Vytautė Fomkinaitė | 5       | 8       |         |

 Schweiz 5 – 0 Litauen  
|   |    |                                           | 1. Satz | 2. Satz | 3. Satz |
| - | -- | ----------------------------------------- | ------- | ------- | ------- |
| 1 | HD | Florian Schmid / Gilles Tripet            | 21      | 21      |         |
| 1 | HD | Povilas Bartušis / Alan Plavin            | 16      | 15      |         |
| 2 | DE | Sabrina Jaquet                            | 21      | 21      |         |
| 2 | DE | Akvilė Stapušaitytė                       | 13      | 12      |         |
| 3 | HE | Nicolas Blondel                           | 21      | 21      |         |
| 3 | HE | Edgaras Slušnys                           | 16      | 12      |         |
| 4 | DD | Sabrina Jaquet / Ayla Huser               | 21      | 21      |         |
| 4 | DD | Vytautė Fomkinaitė / Gerda Voitechovskaja | 9       | 10      |         |
| 5 | MX | Tiffany Zaug / Anthony Dumartheray        | 21      | 21      |         |
| 5 | MX | Povilas Bartušis / Akvilė Stapušaitytė    | 12      | 16      |         |

 Vietnam 4 – 1 Australien  
|   |    |                                  | 1. Satz | 2. Satz | 3. Satz |
| - | -- | -------------------------------- | ------- | ------- | ------- |
| 1 | MX | Dương Bảo Đức / Nguyễn Thị Sen   | 10      | 21      | 21      |
| 1 | MX | Renuga Veeran / Ross Smith       | 21      | 19      | 19      |
| 2 | HE | Nguyễn Tiến Minh                 | 21      | 21      |         |
| 2 | HE | Ashwant Gobinathan               | 6       | 5       |         |
| 3 | DE | Vũ Thị Trang                     | 21      | 21      |         |
| 3 | DE | Verdet Kessler                   | 16      | 10      |         |
| 4 | HD | Nguyễn Hoàng Nam / Dương Bảo Đức | 17      | 21      | 19      |
| 4 | HD | Glenn Warfe / Raymond Tam        | 21      | 12      | 21      |
| 5 | DD | Vũ Thị Trang / Nguyễn Thị Sen    | 24      | 21      |         |
| 5 | DD | Renuga Veeran / Jacqueline Guan  | 22      | 11      |         |

 Schweiz 2 – 3 Australien  
|   |    |                                      | 1. Satz | 2. Satz | 3. Satz |
| - | -- | ------------------------------------ | ------- | ------- | ------- |
| 1 | HD | Florian Schmid / Gilles Tripet       | 15      | 22      | 13      |
| 1 | HD | Glenn Warfe / Raymond Tam            | 21      | 20      | 21      |
| 2 | DE | Sabrina Jaquet                       | 21      | 20      | 21      |
| 2 | DE | Verdet Kessler                       | 7       | 22      | 13      |
| 3 | HE | Nicolas Blondel                      | 19      | 15      |         |
| 3 | HE | Ashwant Gobinathan                   | 21      | 21      |         |
| 4 | DD | Ayla Huser / Tiffany Zaugg           | 10      | 14      |         |
| 4 | DD | Jacqueline Guan / Gronya Somerville  | 21      | 21      |         |
| 5 | MX | Sabrina Jaquet / Anthony Dumartheray | 21      | 26      |         |
| 5 | MX | Renuga Veeran / Ross Smith           | 12      | 24      |         |

 Litauen 4 – 1 Kasachstan  
|   |    |                                           | 1. Satz | 2. Satz | 3. Satz |
| - | -- | ----------------------------------------- | ------- | ------- | ------- |
| 1 | MX | Povilas Bartušis / Akvilė Stapušaitytė    | 23      | 21      |         |
| 1 | MX | Khaitmurat Kulmatov / Karina Suleyeva     | 21      | 12      |         |
| 2 | HE | Alan Plavin                               | 22      | 21      |         |
| 2 | HE | Artur Niyazov                             | 20      | 16      |         |
| 3 | DE | Akvilė Stapušaitytė                       | 21      | 26      |         |
| 3 | DE | Elizaveta Yakovleva                       | 9       | 24      |         |
| 4 | HD | Povilas Bartušis / Alan Plavin            | 21      | 21      |         |
| 4 | HD | Artur Niyazov / Khaitmurat Kulmatov       | 16      | 13      |         |
| 5 | DD | Vytautė Fomkinaitė / Gerda Voitechovskaja | 21      | 19      | 15      |
| 5 | DD | Elizaveta Yakovleva / Karina Suleyeva     | 11      | 21      | 21      |

 Australien 5 – 0 Kasachstan  
|   |    |                                       | 1. Satz | 2. Satz | 3. Satz |
| - | -- | ------------------------------------- | ------- | ------- | ------- |
| 1 | MX | Gronya Somerville / Raymond Tam       | 21      | 21      |         |
| 1 | MX | Artur Niyazov / Karina Suleyeva       | 15      | 11      |         |
| 2 | HE | Ashwant Gobinathan                    | 21      | 21      |         |
| 2 | HE | Khaltmurat Kulmatov                   | 11      | 10      |         |
| 3 | DE | Verdet Kessler                        | 21      | 18      | 21      |
| 3 | DE | Elizaveta Yakovleva                   | 14      | 21      | 10      |
| 4 | HD | Glenn Warfe / Ross Smith              | 21      | 21      |         |
| 4 | HD | Khaltmurat Kulmatov / Artur Niyazov   | 3       | 0       |         |
| 5 | DD | Jacqueline Guan / Gronya Somerville   | 21      | 21      |         |
| 5 | DD | Elizaveta Yakovleva / Karina Suleyeva | 10      | 12      |         |

 Schweiz 2 – 3 Vietnam  
|   |    |                                      | 1. Satz | 2. Satz | 3. Satz |
| - | -- | ------------------------------------ | ------- | ------- | ------- |
| 1 | HD | Gilles Tripet / Florian Schmid       | 8       | 19      |         |
| 1 | HD | Nguyễn Hoàng Nam / Dương Bảo Đức     | 21      | 21      |         |
| 2 | DE | Sabrina Jaquet                       | 21      | 21      | 24      |
| 2 | DE | Vũ Thị Trang                         | 12      | 21      | 22      |
| 3 | HE | Lukas Nussbaumer                     | 3       | 5       |         |
| 3 | HE | Nguyễn Tiến Minh                     | 21      | 21      |         |
| 4 | DD | Tiffany Zaugg / Ayla Huser           | 10      | 13      |         |
| 4 | DD | Vũ Thị Trang / Nguyễn Thị Sen        | 21      | 21      |         |
| 5 | MX | Anthony Dumartheray / Sabrina Jaquet | 21      | 21      |         |
| 5 | MX | Đỗ Tuấn Đức / Lê Thu Huyền           | 12      | 14      |         |

#### Platzierungsspiele
Datum: 24. Mai 2013
 Ukraine 1 – 3 Vietnam  
|   |    |                                      | 1. Satz        | 2. Satz        | 3. Satz        |
| - | -- | ------------------------------------ | -------------- | -------------- | -------------- |
| 1 | HE | Dmytro Zavadsky                      | 13             | 12             |                |
| 1 | HE | Nguyễn Tiến Minh                     | 21             | 21             |                |
| 2 | DE | Mariya Ulitina                       | 21             | 21             |                |
| 2 | DE | Nguyễn Thùy Linh                     | 12             | 13             |                |
| 3 | HD | Vitaliy Konov / Dmytro Zavadsky      | 17             | 19             |                |
| 3 | HD | Nguyễn Hoàng Nam / Dương Bảo Đức     | 21             | 21             |                |
| 4 | DD | Mariya Diptan / Natalya Voytsekh     | 14             | 21             | 10             |
| 4 | DD | Vũ Thị Trang / Nguyễn Thị Sen        | 21             | 14             | 21             |
| 5 | MX | Valeriy Atrashchenkov / Anna Kobceva | nicht gespielt | nicht gespielt | nicht gespielt |
| 5 | MX | Đỗ Tuấn Đức / Lê Thu Huyền           | nicht gespielt | nicht gespielt | nicht gespielt |

 Philippinen 3 – 2 Australien  
|   |    |                                             | 1. Satz | 2. Satz | 3. Satz |
| - | -- | ------------------------------------------- | ------- | ------- | ------- |
| 1 | MX | Kennevic Asuncion / Gelita Castilo          | 21      | 15      | 19      |
| 1 | MX | Renuga Veeran / Ross Smith                  | 15      | 21      | 21      |
| 2 | HE | Mark Shelley Alcala                         | 21      | 21      |         |
| 2 | HE | Ashwant Gobinathan                          | 16      | 11      |         |
| 3 | HD | Kennevic Asuncion / Antonino Benjamin Gadi  | 22      | 21      |         |
| 3 | HD | Raymond Tam / Glenn Warfe                   | 20      | 15      |         |
| 4 | DE | Bianca Carlos                               | 16      | 21      | 10      |
| 4 | DE | Verdet Kessler                              | 16      | 21      | 21      |
| 5 | DD | Gelita Castilo / Malvinne Ann Venice Alcala | 21      | 21      |         |
| 5 | DD | Jacqueline Guan / Gronya Somerville         | 11      | 16      |         |

 Neuseeland 2 – 3 Schweiz  
|   |    |                                              | 1. Satz | 2. Satz | 3. Satz |
| - | -- | -------------------------------------------- | ------- | ------- | ------- |
| 1 | MX | Oliver Leydon-Davis / Susannah Leydon-Davis  | 12      | 15      |         |
| 1 | MX | Anthony Dumartheray / Sabrina Jaquet         | 21      | 21      |         |
| 2 | HE | Joe Wu                                       | 16      | 21      | 21      |
| 2 | HE | Nicolas Blondel                              | 21      | 15      | 5       |
| 3 | HD | Kevin Dennerly-Minturn / Oliver Leydon-Davis | 21      | 21      |         |
| 3 | HD | Gilles Tripet / Florian Schmid               | 16      | 11      |         |
| 4 | DE | Anna Rankin                                  | 21      | 23      |         |
| 4 | DE | Ayla Huser                                   | 23      | 25      |         |
| 5 | DD | Amanda Brown / Kritteka Gregory              | 11      | 17      |         |
| 5 | DD | Sabrina Jaquet / Ayla Huser                  | 21      | 21      |         |

 Sri Lanka 3 – 1 Litauen  
|   |    |                                          | 1. Satz        | 2. Satz        | 3. Satz        |
| - | -- | ---------------------------------------- | -------------- | -------------- | -------------- |
| 1 | HD | Niluka Karunaratne / Dinuka Karunaratne  | 21             | 22             |                |
| 1 | HD | Povilas Bartušis / Alan Plavin           | 14             | 20             |                |
| 2 | DE | Lekha Shehani                            | 15             | 14             |                |
| 2 | DE | Akvilė Stapušaitytė                      | 21             | 21             |                |
| 3 | HE | Niluka Karunaratne                       | 15             | 14             |                |
| 3 | HE | Povilas Bartušis                         | 21             | 21             |                |
| 4 | DD | Lekha Shehani / Chandrika de Silva       | 21             | 19             | 21             |
| 4 | DD | Vytautė Fomkinaitė / Akvilė Stapušaitytė | 13             | 21             | 16             |
| 5 | MX | Dinuka Karunaratne / Oshadi Kuruppu      | nicht gespielt | nicht gespielt | nicht gespielt |
| 5 | MX | Edgaras Slušnys / Gerda Voitechovskaja   | nicht gespielt | nicht gespielt | nicht gespielt |

 Türkei 3 – 0 Kasachstan  
|   |    |                                       | 1. Satz        | 2. Satz        | 3. Satz        |
| - | -- | ------------------------------------- | -------------- | -------------- | -------------- |
| 1 | MX | Emre Lale / Neslihan Yiğit            | 21             | 23             | 21             |
| 1 | MX | Khaltmurat Kulmatov / Karina Suleyeva | 23             | 12             | 8              |
| 2 | HE | Ramazan Öztürk                        | 21             | 21             |                |
| 2 | HE | Artur Niyazov                         | 19             | 18             |                |
| 3 | DE | Özge Bayrak                           | 21             | 21             |                |
| 3 | DE | Elizaveta Yakovleva                   | 17             | 15             |                |
| 4 | DD | Ramazan Öztürk / Emre Lale            | nicht gespielt | nicht gespielt | nicht gespielt |
| 4 | DD | Artur Niyazov / Khaltmurat Kulmatov   | nicht gespielt | nicht gespielt | nicht gespielt |
| 5 | HD | Özge Bayrak / Neslihan Yiğit          | nicht gespielt | nicht gespielt | nicht gespielt |
| 5 | HD | Elizaveta Yakovleva / Karina Suleyeva | nicht gespielt | nicht gespielt | nicht gespielt |

## Endstand
1. Volksrepublik China
2. Südkorea
3. Dänemark
 Thailand
4. Deutschland
 Indonesien
 Japan
 Chinesisch Taipeh
5. Hongkong
 Indien
 Malaysia
 Singapur
6. Schottland
7. Niederlande
8. Russland
9. Frankreich
10. Schweden
11. Kanada
12. Vereinigte Staaten
13. Österreich
14. Vietnam
15. Ukraine
16. Philippinen
17. Australien
18. Schweiz
19. Neuseeland
20. Sri Lanka
21. Litauen
22. Türkei
23. Kasachstan